# Рани случајеви Херкула Поароа
Рани радови Херкула Поароа (издат 1974) је збирка од 18 кратких криминалистичких прича Агате Кристи са Херкулом Поароом у главној улози. Књига је продата за 2,25 фунти. Иако су се све приче из књиге појавиле у различитим збиркама у САД-у, књига се такође појавила тамо 1974. године под мало измењеним називом Рани случајеви Херкула Поароа у издању које је достигло цену од 6,95 долара. 
У овој збирци, Кристијева описује неке од случајева из почетка каријере Херкула Поароа пре него што је постао међународно познати детектив. Све приче су првобитно биле издаване у раздобљу између 1923. и 1935. године.

## Радња

### Афера на Победничком балу
Главни инспектор Џап је затражио од Херкула Поароа да помогне Скотланд јарду како би се разрешили чудни догађаји,
који су се догодили на последњем Победничком балу. Група од шест људи, на челу са младим виконтом Кроншоом, присуствовали одевени у костиму старих италијанских комедијаша. Лорд Кроншо је био Арлекин; његов ујак, Јустас Белтејн, и госпођа Малаби били су Пункинело и Пунчинела; Господин и госпођа Дејвидсон су били Пјеро и Пјерета, а госпођица Коко Кортни, за коју се причало да је била верена за лорда Кронша је била Коломбина. Од самог почетка вечери, видело се да нешто није у реду јер Кроншо и госпоица Кортни нису у добрим односима. Она је касније плакала и замолила Криса Дејвидсона да је отпрати до стана у Челсију. Када су они отишли један Кроншоов пријатељ приметио је на балкону како гледа бал и позвао га да им се придружи. Кроншо је кренуо са балкона да им се придружи, али је нестао. Пронађен је 10 минута касније на поду једна споредне просторије прободен кроз срце ножем, а тело му је било неким чудом укочено. Коко Кортни пронађена је у свом кревету мртва због прекомерне количине кокаина. Током истраге која је уследила откривеноје да је она била зависница. Поаро је почео да истражује и открио је да су сви знали да је Кроншо био лудачки противник дроге, Белтејнов костим имао наборе и таласе и да постоје завесе у просторији где је леш пронађен. Он је уредио окупљање људи укључених у случај у свом стану где је одржао предавање пред црним платном у вези шест костима, али је онда открио да их је у ствари било пет. Под Пјеретовим костимом био је и Харлекинов. Дејвидсон је устао и опсовао Поароа, али га је Џап брзо ухапсио.
Поаро је открио да је снага којом је нож заривен Кроншу значила да је мушкарац одговоран за злочин. Укоченост тела значила је да је био мртав већ неко време, а не убијен у раздобљу од 10 минута између којих је виђен на балкону па пронађен на поду што је значило да је онај ко је виђен као Харлекин био неко други. Белтејн није могао бити јер је његов костим био сложен да би се брзо пресвукао. Дејвидсон је убио Кронша раније, сакрио тело иза завесе, а потом отпратио Кортнијеву кући где ју је снадбео прекомерном количином дроге. Није остао тамо као што је рекао него се одмах вратио. ЊЕгова побуда била је да се не открије да је он снабдевао Кортнијеву дрогом, а Кроншо је био на трагу да га открије.

### Пустоловина Клепамске куварице
Поароа не занима истрага неких случајева који су се појавили у новинама на које је Хејстингс покушао да му скрене пажњу. Међу њима је био и банкарски службеник (господин Дејвис) нестао са 50 хиљада у обвезницама, човек склон самоубиству и нестала дактилографкиња. Онда је добио случај када га је посетила госпођа Тод која је чврсто одлучила да јој он пронађе несталу куварицу. Изазван, он је са мало хумора одлучио да избегне расправу и преузме наизглед баналан случај. Средовечна Елајза Дан отишла је са посла из куће Тодових у Клепаму прекјуче без давања отказа и од тада се није јављала послодавки, сем што је послала да јој преузму ковчег тог дана.
Кад је разговарао са служавком из куће, Поаро је сазнао да је ковчег био већ спакован што је значило да је Елајза испланирала да оде иако је одлазак био нагао. Остали станари куће су господин Тод који ради у граду и њихов подстанар Симпсон који ради у истој штедионици као и Дејвис. Иако га је занимала та случајност, Поаро није могао да нађе везу између угледног штедионичарског службеника и нестале кућне помоћнице. Поаро је објавио оглас у новинама да тражи Елајзу па је неколико дана касније успео да је пронађе када је она дошла код њега и рекла му да је наследила кућу у Карлајлу и приход од 300 фунти годишње, али да је морала да прихвати понуду и одмах да отказ. О том наследству ју је обавестио човек који ју је зауставио на улици док се враћал код тодових једне вечери и који је наводно долазио да је види. Новац је наследила од другарице покојне баке која је живела у Аустралији и удала се за богаташа. Елајза је одмах отишла возом на север и пар дана касније добила своје ствари из Клепама, мада су биле умотане у папир, а не послате у ковчегу за који је мислила да га је узела госпођа Тод за казну.
Поаро је пожурио назад у Клепам са Хејстингсом и објаснио му ствари уз пут. Симпсон је знао шта је његов колега из штедионице Дејвис смислио па га је убио због обвезница па му је требао ковчег да сакрије тело што је значило да треба да склони Елајзу са пута. Симпсон ју је прерушен зауставио на улици. Кад су стигли у Клепам, Симпсон је већ нестао, али су га пронашли на броду који је требало да крене за САД. Ковчег са Дејвисовим телом пронађен је у Глазгову на железничкој испостави. Поаро је схватио да је веза између нестале кућне помоћнице и убиства један од његових најзанимљивијих случајева па је урамио признаницу господина Тода да га подсећа на то

### Корнволска загонетка
Поаро је примио посету од госпође Пенгели, средовечне жене која се боји да је супруг зубар трује. После сваког оброка јој није добро, али њен лекар је убеђен да пати од акутног гастритиса. Она и супруг живе у Полгарвиту, омањем трговачком граду у Корнволу. Она нема никаквих доказа за своје наводе сем да јој није добро кад год јој је супруг код куће, а викендом кад није ту њој је добро, а боца пестицида је полу-празна. Нема никаквих новчаних побуда које би указивале зашто би господин Пенгели покушао да убије своју супругу, али она сумња да је он вара са младом помоћницом. Трећа станарка куће је њена сестричина Фреда Стентон, али се она посвађала са госпођом Пенгели недељу дана раније па се одселила из куће након осам дана боравка тамо. Госпођа Пенгели не зна шта је узрок свађе, али је рекла да јој је господин Раднор рекао да пусти Фреду да се охлади. Раднор је описао као "обичан пријатељ" и "јако пријатан младић".
Поаро и Хејстингс су отпутовали у Корнвол сутрадан и потресли су се кад су сазнали да је госпођа Пенгели умрла пола сата раније. Поаро је разговарао са покојнициним лекаром који је у почетку порицао да нешто није било у реду, али се онда изненадио када је сазнао да је она била у Лондону да посети детектива. Последњу су пре одласка из Корнвола посетили сестричину госпође Пенгели. Упознали су Фреду Стентон и Џејкоба Раднора и открили да се пар верио и да је свађа између Фреде и тетке била због тога што је старија жена била опчињена много млађим Раднором. Стање је постало такво да Фреда није имала куд него да се одсели.
Поаро и Хејстингс су се вратили у Лондон, али су успели да испрате објаве у новинама о гласинама које су се прошириле због којих је тело госпође Пенгели ископано, а трагови арсена пронађени. Ње удовац је ухапшен и оптужен за убиство. После присуствовања судском претресу, Поаро је позвао Раднора у свој стан где му је дао да потпише писано признање. Он је смислио да се отараси Пенгелијевих тако што би њу отворао, а њега пустио на вешала како би његова супруга Фреда наследила њихов новац. Госпођа Пенгели постала је опчињена Раднором за шта се он побринуо удварајући јој се док јој је у исто време убацио црв сумње да је супруг трује. Поаро му је обећао 24 часа предности ако потпише признање пре него што га преда полицији и преварио га је да мисли како му стан надзиру. Раднор је потписао и одјурио напоље. Поаро је признао Хејстингсу да није имао никаквих чврстих доказа о Радноровој кривици и да је варка била једини начин да се Пенгели ослободи. Сигуран је да ће Скотланд јард ухватити Раднора упркос 24-часовној предности.

### Пустоловина Џонија Вејверлија
Поаро је позван да истражи отмицу трогодишњег Џонија Вејверлија, сина Маркуса Вејверлија, из свог дома на имању Вејверлијевих у Сурију. Пре отмице је породица примила анонимну претњу да ће дечак бити отет ако се на плати 25000. Полицију није много занимала ствар док није примљена порука да ће дечак бити отет у 12 сати сутрадан. Тога дана, госпођа Вејверли била је благо отворана, а на јастуку господина Вејверлија била је порука "У 12". Преплашен да је неко од послуге умешан, господин Вејверли их је све отпустио сем свог дугогодишњег батлера Тредвела и верне тајнице своје супруге. У дотично време, господин Вејверли, његов син и инспектор Мекнил из Скотланд јарда били су затворени у соби док је полиција била око имања. Тачно у подне је полиција пронашла неку скитницу како се шуња имањем. Код себе је имао марамицу, хлороформ и поруку за после отмице да остави. Кад су Вејверли и инспектор изјурили напоље да виде шта се дешава, дечак је одведен колима кроз тада необезбеђену капију.Онда су чули како сат у селу откуцава 12 сати и схватили да је главни сат у кући померен 10 минута унапред. Клошар је рекао да га је Тредвел платио, али је слуга имао покриће у време за које је речено да се нашао са њим: био ја у кући са господином Вејверлијем.
Поаро је допутовао на имање Вејверлијевих где му је речено за свештеничку јаму. Тамо је нашао трагове мањег кучета, али нико није знао да постоји такво мало створење у кући. Пошто је разговарао са дадиљом детета, Тредвелом и госпођицом Колинс, Поаро је закључио истрагу. Онда је суочио господина Вејверлија са чињеницом да је отео рођеног сина како би добио новац од своје богате, али јако шкрте супруге. Тровање супруге да се склони са пута, порука на јастуку и померање сата је указивало да је све одрадио неко изнутра, а господин Вејверли је отпустио сву послугу како би обезбедио безбедност детету. Тредвел је заиста учествовао у плану и он је платио клошара. Трагов пса у свештеничкој јами били су од играчке пса којом би се дете тамо играло док не буде одведено после. Обу и рекао да је дете са својом старом дадиљом.

### Дупли траг
Поароа је позвао Маркус Хардмен, сакупљач разним вредних старинских предмета, да истражи пљачку. Обијен му је трезор док је он одржавао омању чајанку у врту свог имања. Показао је својим гостима средњовековни накит, а касније је открио да је трезор обијен, а накит покраден. Четворо његових гостију је имало прилику да узме накит − јужноафрички милионер Џонсон који је тек стигао у Лондон, грофица Вера Росаков која је избегла после Октобарске револуције, млади и женствени агент господина Хардена Бернард Паркер и средовечна друштвена леди Ранкорн чија је тетка Клептоманка. Поаро је извршио увиђај на попришту и пронашао мушку рукавицу у трезору и табакеру са почетним словима имена "БП". Онда је посетио Бернарда Паркера који је рекао да рукавица јесте његова, али је категорично порекао да је табакера његова. Ипак, Поаро је пронашао другу рукавицу у ходнику Паркерове куће. Касније тог дана, Поароа је посетила грофица Росаков која је огорчена што он прогони Паркера. Иако је раније сумњоа да грофица можда није права Рускиња, Поаро је признао да је задивљујућа дама то што јесте. Те вечери, Хејстингс је видео Поароа како чита руску граматику. Слдећег дана је посетио Хардмана и рекао му ко је лопов. Сакупљач је остао затечен и пустио Поароа да реши ствар без полиције. Поаро и Хејстингс су посетили грофицу и он је љубазно рекао госпођи да такси чека и да би јој био захвалан ако би му дала драгуље. Она му их је љубазно дала. Њих двоје су се пријатељски растали, а грофица му је признала да је он један од неколико људи којих се плаши. И њега је она задивила. Он је рекао Хејстингсу да га је двоструки траг рукавице и табакере натерао да посумња. Један траг је био генијалан, а други лажан. Табакера није била Паркерова, тај траг је био генијалан. Табакера је била грофицина чија почетна слова имена − VR − на ћирилици ВР и због тога је Поаро проучавао руску граматику.

### Краљ треф
Породица Огландер је играла бриџ у дневној соби своје куће у Стретаму једне ноћи и тада су се врата од терасе отворила, а једна млада жена упала унутра крвљу умрљане хаљине. Успела је да каже само "Убиство!" пре него што се онесвестила. Породица је позвала и лекара и полицију која је прешла у суседну вилу где је пронађено тело Хенрија Ридбурна, позоришног продуцента, мртвог у библиотеци разбијене главе непознатим предметом. Жена је препозната као славна плесачица Валери Синклер.
Поароа је посетио краљевић Пол од Мораније који жели да се ожени плесачицом. Ридбурн је био заљубљен у Валери иако она није била у њега. Краљевић Пол и Валери су били код видовњакиње недељу дана раније која им је показала карту краља трефа из шпила и рекла да јој је он претио. Краљевић се боји да се Валери суочила са злим Ридбурном и напала га.
Поаро и Хејстингс су посетили место злочина. Библиотека се протеже целим једним делом куће. На обра краја су прозори са завесама од којих један гледа на врт, а други на прилаз. Под завесама прозора који гледа на врт је Ридбурн пронађен. Покојника је посетила нека женска особа те вечери и он ју је пустио унутра, али је послуга није видела. Поаро је видео фотељу код прозора чији се рукохват завршавао ручком у облику лавље главе и запитао се да ли је то можда изазвало рану на Ридбурновој глави. Доктор је рекао да није било крви на рукохвату.
Затим су наставили ка кући Огландерових преко врта. У дневној соби је шпил карата за бриџ и даље био на столу. Госпођица Синклер је и даље била у кући и није јој било добро па је била у кревету. Рекла им је да је Ридбурн знао једну њену тајну и да јој је претио, али га није убила. Отишла је у његову кућу да се нагоде, а онда га је човек обучен као скитница напао иза завесе. Она је побегла из куће ка светлу куће Огландерових. Кад се вратио у дневну собу, Поаро је приметио да краљ треф недостаје из шпила карата за бриџ на столу. Он и Хејстингс су се вратили у Ридбурнову кућу и открили још једну фотељу која стоји код прозора који гледа на прилаз која такође има рукохват са дршком у облику лавље главе, али је на њој било трагова крви. Ридбурн је ту убијен, а тело му је довучено до прозора који гледа на врт. Код Поароа је био краљ треф који је фалио у шпилу јер га је узео из куће Оглендерових. Он се вратио тамо да увери госпођу Огландер да полиција неће сазнати шта се десило и вратио јој је карту рекавши да је испала.
Хејстингсу је рекао шта се десило. Партија бриџа је намештена после као покриће за четворо чланова породице, а једна карта је грешком остала у кутији. Син Огландерових је убио Ридбурна када је отишао са Валери да се договоре са њим, највероватније кад су ствари прерасле. Валери је отуђена ћерка из породице Огландер. Упркос јазу у односу, она им се обратила у тешком тренутку. Њена прича о скитници ће се одржати и она ће се удати за краљевића Пола.
Ово је један од неколико случајева (изузев књиге Убиство у Оријент експресу) у ком је Поаро дозволио кривцу да избегне лице правде, поготово пошто је убиство у питању.

### Наслеђе Лемежерерових
Последњи дани Првог светског рата. Поаро и Хејстингс су вечерали у хотелу "Каролтон" и срели су капетана Винсента Лемежерера и његовог стрица хемичара Хјуга. Винсентов брат од стрица улетео је са вестима да је Винсентов отац пао са коња и да вероватно неће преживети ноћ. Винсент и стриц Хјуго су отишли.
Винсент, најстарији и једини син који је преживео рат, није био баш близак са оцем. Роџер им је рекао да је Винсентово јако реаговање на лоше вести било делимично због проклетства Лемежерерових. Ниједан првенац није постао наследник од Средњег века. Проклетство је потекло од једног предака који је сумњао да му је супруга била неверна и да син ког су добили није његов. У налету беса их је побио обоје. Његова супруга је изнела проклетство да ниједан првенац не постане наследник већ да наследници буду сестрићи, братанци, млађа браћа или млађи синови.
Сутрадан, Поаро и Хејстингс су сазнали да је Винсент погинуо кад је искочио из воза у покрету док је ишао кући. Његова смрт приписана је лошем стању ума због лоших вести које су га потресле. Током следећих неколико година су сви првенци помрли, а разлози су били у распону од ватреног оружја до убода инсекта, па је Хјуго као најмлађи од петорице браће наследио породично наследство.
Поароа је посетила Хјугова млада супруга. Она је Американка која не верује у проклетство. Она брине за свог старијег сина Роналда који има осам година јер је три пута избегао смрт за пар месеци. Једном кад је пао док се пео уз пузавицу на кући, а она је лично видела да је пузавица била пресечена. У кући живе породица, дадиља дечака, Хјугов тајник Џон Гардинер и чести посетилац брат од стрица мајор Роџер Лемежерер кога дечаци обожавају. Поаро и Хејстингс су отпутовали у њихов дом у Северном Хамберленду и поново се срели са Хјугом. Он верује да му је првенац проклет и да ће га други син наследити. Хјуго ће ускоро умрети јер је неизлечиво болестан, а те вести поделио је са Поароом и Хејстингсом.
Како је отац рекао, малог Роџера убола је пчела, а Поаро се одмах забринуо. Он и Хејстингс су пробдели целу ноћ у Роналдовој соби. Нека фигура ушла је у мрачну собу да отрује дечака инекцијом, али су га Поаро и Хејстингс савладали. То је био Хјуго, дечаков отац. Он је био одговоран за смрти док се није дочепао на следства после чега је полудео. Хјуго је послат у лудницу где је преминуо. Госпођа Лемежерер се преудала за Џона Гардинера, а проклетство је, ако је постојало, разбијено.

### Изгубљени рудник
Поаро је обавестио Хејстингса да нема ризичних улагања сем четрнаест хиљада у деоницама у руднику "Бурма" које је добио за своје услуге. Он је испричао Хејстингсу причу о томе. Руднике сребра су користили за ископе сребра само Кинези у петнаестом веку. Рудник сада много вреди. Место где је рудник се не зна, а једини траг о томе је у хартијама које поседује једна кинеска породица. Ву Линг је пристао да разговара о понуди за продају хартија и допутовао је у Енглеску да заврши продају. Господин Пирсон је требало да дочека Ву Линга на железници у Јужном Хемптону, али је воз каснио па је он отишао. Мислио је да је Ву Линг сам нашао пут до Лондона и пријавио се у хотел "Раселски трг". После је звао у друштво и рекао да ће доћи сутрадан. На састанку се није појавио па су звали хотел, а одатле су им рекли да је Ву Линг отишао са једним пријатељем раније. Ни после се није појавио у пословници. Полиција је позвана, а следеће вечери је тело Ву Линга пронађено како плута на Темзи.
Поаро је истражио људе који су путовали у Енглеску са Ву Лингом и сазнао је да је један од њих, млади штедионичарски службеник Чарлс Лестер, био човек који је звао Ву Линга у хотелу оно јутро кад је нестао. Господин Лестер је рекао да га је Ву Линг замолио да га позове у 10 и 30. Уместо тога се његов слуга појавио и замолио га да пође са њим до Ву Линга. Таксијем су отишли у Лајмхаус где је Лестера ухватила живчаница па је изашао из таксија пре него што су стигли на одредиште и тада се завршила његова веза са догађајем.
Међутим, Ву Линг није имао слугу. Таксиста који их је возио у пушионицу Опијума рекао је да је Лестер сам изашао и да није изгледао добро пола сата касније. Лестер је ухапшен, али хартије о руднику нису пронађене. Пирсон и Поаро су отишли у Лајмхаус да истраже пушионицу Опијума и начули су разговор неких Кинеза о смрти Ву Линга и да су сигурно код Лестера хартије. Поаро и Пирсон су тихо отишли из пушионице.
Поаро је брзо пронашао хартије − биле су код Пирсона. Он је заиста упознао Ву Линга у Јужном Хемптону (била је само његова реча да он није дошао) и одвео га право у Лајмхаус где је убијен. Један од продаваца опијума је већ послат у хотел "Раселски трг" да се представи као Ву Линг. Кад је чуо да Лестер иде да посети Ву Линга у хотел лично, Пирсон је сместио младићу. Лестер је дошао у пушионицу и био дрогиран. Како се свега сећао само кроз маглу и био на ивици живаца, он је порекао да је био у пушионици. Пирсоново наваљивање да одведе Поароа у Лајмхаус требало је да буде само одвраћање пажње дететиву од сумње, али је постигло контра-учинак. Пирсон је ухапшен, а Поаро је постао акционар у бурманском руднику.

### Плимут експрес
Млади поморски официр је у Плимут експресу пронашао тело младе жене под седиштем у свом купеу. Жена је препозната као супруга племића Руперта Карингтона, Флоси Халидеј, ћерка Ебенезера Халидеја, америчког челичног тајкуна који је замолио Поароа да истражи случај. Пре брака је ухваћена са обожаваоцем грофом де ла Рошфором, али ју је отац вратио у Америку. Касније се удала за Руперта КАрингтона за кога је испало да није погодан супруг јер је коцкар који је до гуше у дуговима. Требало је да најаве развод. Опорукам је оставила се отуђеном супругу који није био у граду у време трагедије.
Поаро и Хејстингс су позвали господина Халидеја Лејнски парк. Када је последњи пут виђена, његова ћерка ишла је на пријем у Западну земљу и понела је накит да носи на пријему. Накит вреди скоро хиљаду фунти. Отпутовала је возом из Падингтона, а у Бристолу је прешла на воз за Плајмаут. Служавка је путовала са њом у купеу трећег разреда. У Бристолу се служавка Џејн Мејсон изненадила јер јој је госпођа Карингтон рекла да сачека на испостави неколико сати. Вратиће се касније возом из Плајмаута. Док је слушала упутства, Мејсонова је видела леђа неког мушкарца у купеу госпође Карингтон. Пошто је чекала у Бристолу скоро цео дан, Мејсонова је отишшла у хотел да преноћи, а за убиство је сазнала у јутарњим новинама. Госопђа Карингтон дрогирана је хлороформом, и избодена, а накит јој је покраден. Мејсонова је потврдила свој део приче и описала шта је госпођа Карингтон тада носила. Поаро је притисао Халидеја да му каже шта прећуткује, а он му је показао писмо пронађено у ћеркином џепу од грофа де ла Рошфора. Изгледало је да су наставили везу.
Инспектор Џап је истражио где су били Руперт Карингтон и гроф де ла Рошфор у време убиства, али није пронашао ништа сумњиво. Кад је Џап слећедећи пут дошао у посету, Поаро је погодио да је нож коришћен у убиству госпође Карингтон пронађен поред шина између Вестона (прво стајалиште после Бристола кад се иде ка Плајмауту) и Тонтона (друго стајалиште) и да је колпортер који је разговарао са госпођом Карингтон саслушан. Џап је потврдио да је тачно тако било и рекао Поароу нешто што није знао − да је један комад накита заложио познати лопов познат под надимком "Црвени Нарки", онижи човек који обично ради са извесном Грејси Кид. Поаро и Хејстингс су се вратили у Халидејеву кућу и отишли у собу на последњем спрату. Кад су прекопали по коферу Мејсонове, Поаро је пронашао одећу исту као она коју је носила госпођа Карингтон кад је убијена. Халидеј им се онда придружио код бесне Мејсонове коју је Поаро раскринкао као Грејси Кид. Она и Црвени Нарки су вероватно убили госпођу Карингтон пре Бристола, а прича о томе да је госпођа Карингтон оставила служавку да чека у Бристолу је била лажна. Нож је бачен из воза пре Тонтона како би се потврдила прича. Грејси је ушла у воз у Бристолу обучена као тада већ покојна жена и купила две новине од колпортера и привукла пажњу на себе на много начина. Грејси Кид је обезбедила себи покриће приказавши да се убиство које је починио Црвени Накри десило касније него што јесте.
Прича је проширена пет година касније у роман Загонетка Плавог воза са јако сличном радњом, само су имена и појединости промењене.

### Бомбоњера
Хејстингс је поменуо своје мишљење да Поаро никад није имао неуспех у пословној каријери. Поаро је рекао да то није истина и испричао је о једној прилици када није успео да реши случај, много година раније док је био детектив белгијске полиције.
Пола Дерулар, француски политичар који је живео у Бриселу, је умро од срца. У време раздвајања цркве и државе, господина Дерулар био је кључни играч као противник цркве и могући министар. Он је живео у Бриселу у кући коју му је покојна супруга оставила и био га је глас да је женскарош. Госпођица Виржини Меснар, сестра од стрица његове покојне супруге, замолила је Поароа да истражи случај. Она је убеђена да његова смрт натпрошле године није била природна. У дому господина Дерулара било је четворо чланова посллуге, његова стара и слаба мајка, она и још два госта те вечери: сусед из Француске господин де Сент Алар и пријатељ из Енглеске Џон Вилсон.
Виржини је увела Поароа у дом и он је почео да саслушава послугу у вези јела послуженог у ноћи кад је умро господин Дерулар. Он је посумњао на тровање, али су сви јели исто. У радној соби где се смрт десила, Поаро је приметио отворено, али недирнуту бомбоњеру. Господин Дерулар јео је чоколадице сваке ноћи после вечере тако да је завршио једну кутију те ноћи кад је умро. Слуга је однео празну кутију. Поаро је приметио да су поклопци кутија, један плави и један ружичасти, замњени. Како је само Дерулар јео чоколадице, нова бомбоњера није требало још да буде отворена. Његов лекар је рекао да су се Сент Алар и Дерулар жучно расправљали те вечери, оправдавајући узрок смрти. Поаро је пронашао месну апотекарку која је правила капи за очи остарелој госпођи Дерулар за катаракту и пронашао је "хемичара из Енглеске" који је написао рецепт за тринитрин Џону Вилсону, таблетице у чоколадицама за снижавање притиска. Превише тих таблета одједном биле би кобне. Тај развој догађаја мучио је Поароа. Вилсон је имао прилику, али не и побуду док је код господина де Сент Алара било обрнуто. Виржини је дала Поароу адресу Сент Алара у Арденима. Прерушен у водоинсталатера, Поаро је ушао у кућу и открио празну бочицу таблета од Вилсона у ормарићу у купатилу. Поаро је мислио да је решио случај.
У Бриселу је госпођа Дерулар позвала Поароа јер је сазнала да је он био полицајац који је решио случај и признала је да је убила сина. Неколико година раније га је видела кад је гурнуо супругу низ степенице и схватила да је он "зао човек". Плашећи се прогона који ће нови положај њеног сина донети цркви и због њеогвих удварања невиној Виржини, она је решила да убије сина. Отворила је нову бомбоњеру пре него што је видела да стара није завршена. Пошто је ставила 20 таблетица у једну чоколадицу, она је искористила прилику да стави бочицу господину де Сент Алару у џеп кад је дошао да се поздраве, мислећи да ће је његов слуга бацити. Поаро јој је рекао да је завршио свој посао и да је ствар завршена.
Госпођа Дерулар умрла је две недеље касније од болести. Поаро је размишљао о својој грешки. Слаб вид мајке би довео до тога да она и само она замени поклопце. Погрешио је код психологије убице − Сент Алар никад не би задршао празну бочицу да је крив. Поаро је рекао Хејстингсу да га подсећа речју бомбоњера, ако му се учини да је уображен. Онда је несвесно почео да прича о својим успесима. Хејстингс је то чуо, размислио па се грациозно суздржао да не каже своју опаску.

### Нацрти подморнице
Поаро је хитно позван у сред ноћи посебном поруком у Шарплс у дом министра одбране и могућег будућег председника владе лорда Аловеја. Кад је стигао тамо са Хејстингсом, домаћин га је упознао са адмиралом сер Харијем Вирдејлом, начелником морнарице који је гост тамо са супругом и сином Леонардом. Тајни нацрти за нову подморнице врсте З су украдени три сата раније.
Чињенице овог случаја су да су даме са пријема − госпођа Конрој и леди Вирдејл − отишле у 22 часа у кревет као и Леонард Вирдејл. Лод Аловеј је упутио свог тајника, господина Фицроја, да извади извесне хартије које њему и лорду Аловеју требају за вечерњи рад из трезора на сто у радној соби док њих двојица прошетају терасом и заврше цигарету. Лорду Аловеју се учинило кад су се окренули терасом док су шетали да је видео некога како излази кроз врата од терасе која воде у радну собу иако је адмирал мислио да му се учинило. Кад су ушли у радну собу, открили су да нацрта за подморницу нема. Гицрој је рекао да га је омео неки врисак пред радном собом па је изашао и затекао служавку госпође Конрој на степеништу, а она му је рекла да је видела духа и да су највероватније тада нацрти покрадени.
Поаро је прегледао травњак пред радном собом и није нашао никакве трагове иако је падала киша раније те вечери што је значило да је неко из куће крадљивац па је саслушао послугу иако на наваљивање лорда Аловеја није открио да су нацрти покрадени. Лорд Аловеј је истакао да је Фицрој невин јер има комбинацију трезора и да је могао да умножи нацрте кад год је хтео. Главна осумњичена је госпођа Конрој чија је прошлост поприлично загонетна и креће се у дипломатским круговима. Њу су лично звали за викенд да би мотрили на њу. Кад је саслушао Конројеву служавку странкињу, Поаро је тачно закључио да је она вриснула кад јој се Леонард Вирдејл прикрао отпозади да је пољуби па је брзо измислила причу о духу јер је врисак узбунио Фицроја.
У том тренутку, леди Вирдејл се поново појавила и питала Поароа да ли би ствар могла да се заврши кад би се нацрти вратили на шта јој је он рекао да би тако било па му је она рекла да ће бити врћени за десет минута. Поаро је пренео поруку лорду Аловеју не откривавши имена па је отишао. Хејстингс га је питао о овом неочекиваном преокрету јер је сумњао да су другови са бриџа леди Вирдејл прави, а Поаро му је рекао да је прича о уљезу који је отишао из радне собе нетачна и да је нацрте могао да узме или Фицрој или лорд Аловеј лично − што је логичан закључак.
Хејстингс је био сумњичав, али му је Поаро објаснио да се за човека причало да је био умешан у неку бруку пре доста година иако је касније ослобођен свега. Ако су гласине биле тачне, а њега неко уцењивао, онда би то била госпођа Конрој, страна агенткиња? Он би јој предао лажне нацрте мало дорађене како би били бескорисни и онда се правио да су покрадени и да је зато навалио да је његов одани тајник није осумњичени. Леонард Вирдејл био је са служавком у време наводне крађе, а леди Вирдејл није могла да буде крадљивица јер јој је требало десет минута да врати планове и јер би јој требало много мање времена да их је узела и сакрила. Поароово објашњење је открило зашто је лорд Аловеј хтео да се не говори никоме да су нацрти покрадени − јер је хтео да стране силе добију лажне нацрте. Хејстингс није био убеђен. Међутим, дана кад је лорд Аловеј постао председник владе, Поаро је добио признаницу и слику са натписом "мом најдражем пријатељу" и чуо да се покушај страних сила да направе своју варијанту подморницу завршио неуспехом.
Ова кратка прича је касније мало проширена у причу Један невероватан лопов са сличном радњом. Имена ликова и појединости о радњи су промењени (нпр. нацрти су били за нови државни бомбардер, а не подморницу).

### Стан на трећем спрату
Четворо младих људи, две девојке и два човека, су се вратили из изласка ноћу у стан једне од девојака − Патрише Гарнет. Њу је ухватила живчаница јер није могла да пронађе кључ свог стана на четвртом спрату у торбици. Настојник нема резервни кључ нити може да се уђе противпожарним путем, али је изнесен предлог да двојица мушкараца, Донован Бејли и Џими Фолкенер, уђу преко лифта за угаљ и отворе врата девојкама.
Они су отишли у подрум и кренули горе. Кад су изашли из лифта, ушли су у кухињу у мраку, а Донован је упутио Џимија да сачека да пронађе прекидач. Он га је пронашао, али светло није радило па је отишао у дневну собу и упалио светло тамо па су схватили да су изашли из лифта спрат ниже и ушли у туђи стан који по гомили писама изгледа припада госпођи Ернестин Грант. Онда су се попели још један спрат поново лифтом за угаљ и пустили Пат и другу девојку Милдред Хоуп у стан и приметили да се Донован посекао јер му је рука пуна крви. Он је опрао руку, али није видео посекотину па је изразио своје страхове Џимију. Онда су се поново лифтом за угаљ спустили у стан ниже и приметили како стопало штрчи под завесом − то је било тело госпође Грант. Затим су се вратили код девојака и предложили да позову полицију, али им се један глас прикључио и сложио са њиховим планом акције. То је био сусед са петог спрата, познати детектив Херкул Поаро. Кад је ушао у стан госпође Грант, Поаро се зачудио јер светло у кухињи сада ради, а такође је видео да на црвеном столњаку има крви, а исти је Донован пипнуо па је тако окрвавио руку. Тело је премештено после смрти.
Полиција је стигла, а Поаро и четворо људи су се вратили у Патин стан. Инспектор Рајс их је саслушао и рекао им да је госпођа Грант убијена аутоматским пиштољем неких пет сати раније у кухињи и рекао да су пронашли поруку од извесног "ЏФ" што је значило да је тамо могао да буде око пола осам (што је отприлике време смрти), пиштољ којим је убијена и свилену марамицу којом су обрисани отисци са пиштоља. Поароу је то било сумњиво − зашто би убица обрисао своје отиске, а онда оставио марамицу као доказ?
Полиција је отишла, али је инспектор дозволио Поароу да прегледа стан па је он сишао са Донованом и Џимијем. Поаро је погледоа у канту у кухињи и пронашао неку бочицу коју је хтео да помирише, али је рекао да је прехлађен па ју је Донован отворио и помирисао и онесвестио се. Џими је повратио пријатеља пићем па се Донован повратио и одлучио да иде кући.
Џими је остао, а Поаро му је рекао да је случај решен. Не постоји никакав Џон Фрејзер јер су писмо и марамица остављени да би се полиција упутила на погрешан траг. Бочицу из канте је Поаро већ држао у руци и у њој је био етил-хлорид како би се Донован на кратко онесвестио. Док је Џими отишао по пиће, Поаро је претресао Донованове џепове и пронашао нестали кључ од Патиног стана који је Донован узео раније и писмо послато госпођи Грант које је стигло касно вечерњом поштом. Поароу је било чудно то што прекидач у кухињи тада није радио, а после десет минута јесте. Донован је морао да пошаље Џимија из кухиње у другу просторију док он пронађе писмо, а мрак му је био потребан на пар минута док Џими не схватио да су у туђем стану.
Писмо је послали заступници који су потврдили да је брак Донована Бејлија и Ернестин Грант склопљен неких осам година раније у Швајцарској потпуно законит. Донован је хтео да се ожени Пат, али због првог брака није могао. Неким случајем се његова прва супруга доселила у исту зграду у којој живи и његова будућа супруга и претила да ће рећи Патриши за брак, а како би је ућуткао, Донован ју је убио раније те веччери, али је морао да се врати због писма заступника.

### Двоструки грех
Поаро је због врхунца славе пребукиран па је Хејстингс предложио да оду на одмор на недељу дана на јужну девонску обалу у тамошњи пансион. Четвртог дана док су били тамо, Поаро је примио поруку од позоришног агента Џозефа Аронса који га је замолио да отпутује у Шарлочки залив на северној Девонској обали јер жели да се посаветује са њим у вези једне ствари. Њих двојица су планирали да оду возом, али је Хејстингс видео превоз аутобусом од једног пансиона до другог што ће им уштедети трошкове воза. Поаро је невољно пристао, плашећи се да ће енглеска клима и промаја навалити на аутобус. Резервисали су карте на испостави где је Хејстингс је упознао девојку тамно риђе косе док је Поароу постао занимљив младић који покушава да пусти бркове.
Следећег дана су њих двојица добили место поред младе девојке која им се представила као Мери Дарант чија тетка живи у Ебермауту и води стаирнарницу где је успела да на неки свој начин успе у животу. Мери је почела да ради са својом тетком, а не да буде дадиља или дружбеница и путуј у Шарлочку луку како би вредан комплет минијатура продала једном америчком сакупљачу Џ. Бејкеру Вуду који се тамо налази.
Аусотуб је стао за ручак у Мокхамптону, а Мери се придружила Поароу и Хејстингсу за столом у кафићу. током ручка је одједном излетела напоље и вратила говорећи да јој се учинило да неки човек узима њен кофер са минијатурама из аутобуса, а кад му се обратила, схватила је да је њен кофер исти као њен и да је у питању грешка. Она је, ипак, описала младића ког су Поаро и Хејстингс видели дан раније на испостави.
Аутосуб је стигао у Шарлочку луку, а Поаро и Хејстингс су се као и Мери Дарант пријавили у хотел "Анкор". Тек што су се распремили, бледа госпођица Дарант се појавила и рекла им да јој је кофер некако обијен, а кутија која је била унутра разваљена и минијатуре однете. Кад је чула да је Поаро детектив, она га је замолила да истражи. Поаро је позвао Џ. Бејкера Вуде који му је рекао да је код њега пре пола сата била особа и рекла да је шаље Елизабет Пен, тетка Мери Дарант, и платио јој минијатура петсто фунти.
Поаро и Хејстингс су отишли код господина Вуда, а Поароу је било чудно зашто се лопов мучио да обије кутију и оставио је у коферу место да је понесе са собом и отвори је. Њих двојица су упознали господина Вуда и одмах им се није свидео због безобраслука. он им је дао опис: "висока средовечна жена седе косе, замрљаног изгледа и ситних бркова". Поаро је сазнао да млади Нортон Кејн из аутобуса има покриће за дотично време.
Следећег дана, кад је решио ствар Џозефа Аронса, Поаро и Хејстингс су се вратили у Ебермаут, али су на Поарово наваљивање овог пута ишли возом. Отишли су у радњу Елизабет Пен и Поаро ју је одмах оптужио да је она била код господина Вуда претходног дана прерушена и значајно је рекао двема женама да им је превара откривена. Бледа госпођица Пен је признала.
Поаро је поново указао Хејстингсу на сулудост обијања кутијице и остављање исте у коферу јер минијатуре уопште нису биле у коферу госпођице Дарант. Кад су куповали карте за аутобус, Поаро је видео госпођицу Дарант како посматра господина Кејна и запитао се зашто јој је толико занимљив. Очекивао је да се нешто деси на путу и десило се. Господин Вуд би морао да врати минијатуре јер су званично крадена роба, а две жене би имале петсто фунти и и даље минијатуре како би их продавале поново. Њихов план био је да се сумња баци на господина Кејна, а Поаро и Хејстингс буду два сведока.

### Загонетка у Маркет Бејзингу
На Џапово наваљивање, Поаро и Хејстингс су отишли са њим на викенд у градић Маркет Бејзинг. Док су уживали у недељном доручку, њих тројицу је прекинуо тамошњи позорник који је потражио Џапову помоћ. Волтер Протеро, власник једне тамошње виле, пронађен је мртав у својој кући, а наводно се убио. Њих тројица су отишли у кућу где их је дочекао др. Џајлс кога је позвала кућна помоћница госпођица Клег. Она није могла да пробуди свог газду Волтера Протера у спаваћој соби, а није могао ни Џајлс. Позорник Полард је тада стигао па су он и лекар развалили врата од храстовине и унутра пронашли Протера упуцаног у главу са пиштољем у десној руци. Ствар је била у томе што је метак ушао иза левог ува па је такав пуцањ немогућ. Док су прегледали собу, Хејстингс се чудио зашто Поаро толико њуши ваздух и зашто је толико у танчине проверавао манжетну на Протероовом десном рукаву. Он није осетио ништа у ваздуху нити је видео нешто на рукаву. Кључ није био у вратима па је Џап претпоставио да је то била убицина грешка док је покушавао да прикаже убиство као самоубиство. Извесни Паркерови су одсели у кући. Госпођица Клег је рекла да њихова изненадна посета није пријала Протеру. Он је имао пиштољ, мада га она није видела већ неко време и није могла да каже зашто су прозори били затворени, а не отворени као обично. Господин Паркер је лагао да има дугме за манжетну исто као оно пронађено на попришту. На истражни поступак дошао је један скитница који је посведочио да је чуо Паркера и Протера како се свађају у вези новца у поноћ оне ноћи кад је умро. Протерово право презиме било је Вендовер и био је умешан у неко кријумчарење војних пловила неколико година раније, а Паркер га је уцењивао због тога. Због сумње да је убио Вендовера и то приказао као самоубиство, Паркер је ухапшен.
Поаро је позвао госпођицу Клег у хотел и рекао јој да се Вендовер јесте убио и то левом руком, а Клегова је рекла да је кад га је пронашла ујутро закључила да је Паркер узрок па је пребацила пиштољ у десну руку како би се бацила сумња на уцењивача да буде изведен пред лице правде. Међутим, заборавила је да пребаци дугме са леве на десну манжетну. Прозоре је затворила да би изгледало да убица није побегао туда чиме је назначила да је убица неко у кући. Камин је био пун цигарета, а опет, ваздух је био свеж. Поаро је закључио да је прозор собе морао бити отворен целу ноћ иначе би ваздух био устајао, а скитница не би могао да чује разговор који је чуо.

### Осињак
Док је седео на тераси у врту своје велике куће једне летње вечери, Џон Харисон био је почашћен што му је у неочекивану посету дошао Херкул Поаро. Детектив му је рекао да је у крају јер треба да истражи убиство, али је зачудио Харисона кад је рекао да убиство још није почињени и да у ствари треба да га спречи. Онда је загонетну пребацио пажњу на осињак који је видео у близини који је Харисон размишљао да уништи. Харисонов пријатељ Клод Ленгдон требало је то да одради користећи петролеј шприцањем вртним шприцом, али Поаро му је рекао да је раније тог дана видео књигу отвора у месној апотеци и да се међу првима потписао Ленгдон јер је купио цијанид иако је он рекао Харисону да за такву твар никад не би требало дозволити продају. Поаро га је тихо питао: "Да ли вам се свиђа Ленгдон?" и онда су повели причу о Харисоновој веридби са извесном Моли Дин која је раније била вереница Ленгдону. Док су разговарали о томе што се Ленгдону не свиђа Харисон, Поароово значење постало је потпуно јасно другом човеку − упозоравао га је. Поаро је питао кад се Ленгдон враћа, а он му је рекао у девет те вечери. Поаро му је рекао да ће се тада вратити и питао се док је одлазио да ли је ипак требало да сачека.
Поаро се вратио мало пре договореног времена и видео Ленгдона како одлази и осињак недирнут. Харисон је изгледао добро, а Поаро се надао да нема неке зле нуспојаве због узимања безопасног натријум карбоната. Харисон се изненадио, а Поаро му је рекао да му је заменио цијанид у џепу натријум карбонатом кад је био раниије. Поаро је срео Ленгдона док је излазио из апотеке и он му је рекао да је Харисон навалио да користи цијанид место петролеја. Поаро је видео да се раније романса Моли Дин и Ленгдона поново распламсава и Харисона кад је ишао из Харлијеве од специјалисте који му је саопштио лоше вести. Харисон му је потврдио да му је остало још два месеца. Како је видео знаке Харисонове мржње према Ленгдону, Поаро је схватио да он хоће да се убије и да учини да изгледа као да га је Ленгдон убио и тако се побринути да му протвник буде обешен због убиства. Поароов ранији разговор имао је неколико клопки, међу којима је било и време Ленгдоновог доласка јер је знао да ће Ленгдон доћи у пола девет, а Харисон му рекао у девет докле се он надао да би већ окончао све. Кад је схватио и увидео шта би урадио, Харисон је изразио захвалност што га је Поаро посетио и покварио му планове.

### Дама под велом
Поаро је рекао Хејстингсу да га се злочинци Енглеске толико плаше да нема случајева. Хејстингс му је описао недавну крађу из излога једне златаре у Бондовој. приликом које је починилац ухапшен на лицу места, али су пронађене реплике шест покрадених драгуља код њега, а праве је већ дао саучеснику.
Дама са тамним велом је стигла и представила се као леди Милисент Касл-Вон чија је веридба са војводом од Саутшира већ најављена. Она је са шеснаест година написала индискретно писмо једном војнику, а то писмо би сигурно разбеснело њеног вереника и сада је у поседу господина Лавингтона који тражи двадесет хиљада фунти да јој га врати, али она није имала толики новац па је ишла код Лавингтона кући да се нагоди. Он јој је показао кинеску кутијицу-слагалицу и рекао да је држи на таквом месту да је никад неће пронаћи. Лавингтон је позвао Поароа и насмејао се на његов захтев да врати писмо па је отишао за Париз и дао леди Милисент рок од неколико дана да плати.
Поаро је отишао у Лавингтонову кућу сутрадан ујутру обучен као бравар послат да угради сигурносне браве на вратима врта па их је дорадио и ушао по ноћи са Хејстингсом. После друге потраге, Поаро је пронашао кутијицу скривену под мањом гомилом цепаница у кухињи.
Следећег дана је леди Милисент звала у вези писма и навалила да уме кутијицу као успомену, али Поаро није дао, а онда је открио скривени одељак у њој у ком је било шест несталих драгуља из пљачке у Бондовој. Лажно писмо је било мамац да се пронађе кутијица. Џап се појавио из друге просторије и препознао жену као "Герти", саучесницу Лавингтона који се у ствари презива Рид који је убијен у Холандији неколико дана раније јер је прешао своју банду за драгуље. Чланови банде одлучили су да унајме Поароа да пронађе нестале драгуље. Поаро је рекао Хејстингсу да је због јефтиних ципела које је носила посумњао да није она за коју се издаје. Поаро је закључио да не само што је познат злочинцима из Енглеске, него га траже да им помогне кад упадну у невољу.

### Невоља на мору
Поаро крстари Египтом, наводно на одмору. Како није уживао ни у једном божјем таласу, Поаро је разговарао са осталим путницима међу, којима је био и генерал Форбс коме се ни мало не свиђа човек један који се представља као пуковник Клапертон. Он је рекао да је Клапертон бивши свирач који се повредио током рата и доспео у болницу једне даме из високог друштва и онда преко ње пронашао посао у војсци. Остали путници на броду су више саосећајнији према Клапертону делом због тога што он исказује стрпљење према својој тешкој жени хипохондру која се жали на тешкоће са срцем док се у исто време хвали да је јако активна, упркос супруговим саветима да пази на здравље. Чак је и Поаро искусио њен бес када је упловио у разговор са њом. Како јој је некако био досадан, она је изашла из пушионице где су разговарали приликом чега су јој поиспадале ствари из торбице и заборавила је рецепт за дигиталин.
Две младе девојке на броду, Кети Муни и Памела Криган, су се сажалиле на пуковника и решиле да га "спасу" од супруге па су га одвеле у шетњу палубом док његова супруга игра бриџ, игру коју пуковник не игра. Касније је Поаро видео како пуковник изводи невероватне трикове са картама девојкама које су га узеле под своје. Како је умео да извуче карту које које су људи погледали и запамтили, пуковник им је ставио до знања да због тога не игра − јер би могао да вара и побеђује сваки пут − или бар да буде осумњичен за то − па је зато боље што не игра.
Брод је стигао у Александрију па су многи изашли на обалу, а госпођа Клапертон је одбила рекавши супругу кроз закључана врата да није добро спавала претходне ноћи и да жели да буде сама. Кад су се људи вратили касније, госпођа Клапертон није одговарала из собе па је послужитељ отворио врата на захтев забринутог супруга па су пронашли госпођино тело − убодено кроз срце урођеничким бодежом, а новац и накит покрадени. Неколико продаваца бројаница било је на броду тада па су саслушани, поготово што је једна бројаница пронађена на поду кабине. Поаро је био збуњен. Врата кабине била су закључана изнутра, а он није видео разлог зашто би госпођа Клапертон отварала продавцу бројаница нити зашто би је један такав продавац убио и онда толико отворено бацио сумњу на себе.
Те вечери су се на Поароов захтев остали путници окупили у бару па им се обратио и извадио трбухозборачку лутку која је говорила и поновила речи госпође Клапертон иза закључаних врата кабине супругу. Пуковник Клапертон је устао па пао и умро од срчаног удара.
Поаро је објаснио да је госпођа Клапертон већ била мртва кад ју је супруг, што су он Кети и Памела видели, како му "говори" из кабине, али је он у ствари трбухозборио, а трикове са картама је показивао осталима како би скренуо пажњу са умећа трбухозборења. Поароу је у коришћењу лутке помогла једна девојчица (једна од путника и власница лутке) омогућивши глас иза паравана. Поаро није био изненађен што је Клапертон умро због слабог срца − јер је дигиталин доводио до ширења зеница што он није видео код госпође Клапертон него код њега јер је рецепт био његов.

### Како расте твој врт?
Поаро је примио писмо једне старије госпођице Амелије Бароуби, која живи у Роузбенку у Зеленом чармену, у ком она тражи помоћ. Изузетно је оклевала да опише у чему је ствар, али је неколико пута истакла да мора бити дискретан јер је породица у питању. Писмо је толико заголицало Поароа да је он својој тајници госпођици Лемон рекао да одговори на њега и каже да јој стоји на услузи.
Пет дана касније, госпођица Лемон приметила је у читуљама у Јутарњој пошти читуљу за Амелију Бароуби. Поаро је послао писмо у Роузбенк како би добио одговор од најближе родбине, а одговор му је стигао од Мери Делафонтејн, сестричине покојнице, у коме се каже да његове услуге више нису потребне. Међутим, он је отишао у кућу и исказао дивљење према добро одржаваном врту пуним пролешних цвећа и шкољке. Кад га је кућна пмоћница примила у кућу, прво је приметио младу Рускињу Катрину Рејгер, која је загонетно говорила о новцу који је по праву њен. Њу су прекинули госпођа Делафонтејн и њен супруг који су удаљили Катрину и упознали Поароа, али су остали затечени кад су сазнали да је он детектив.
Поаро је разговарао са тамошњим инспектором који му је рекао да сада знају да је госпођица Бароуби умрла због извесне количине стрихнина, али је ствар у томе што су и жртва и њена родбина јели исто. На Делафонтејнове се сумња јер ће наследити велику своту новца која им јако треба, али Катрина је дала својој послодавки лек у праху и могуће је да је стрихнин био у њему. Међутим, Катрина нема користи од смрти госпођице Бароуби него да би у ствари остала без посла. Следећег дана, међутим, пронеле су се вести да је већина наследства отишла њој чим се родила побуда па ју је полиција притворила. Кесица стрихнина пронађена је под Катрининим душеком што је запечатило ствар. Поаро није био убеђен па је разврстао методично ствари у свом уму и тада се сетио врта после чега је послао госпођицу Лемон да обави одређена испитивања па је разговарао са Катрином која је потврдила да је одвојено јела од породице као и увек, али је храна била иста.
Поаро је после разговора са госпођицом Лемон назвао Роузбенк и тражио госпођу Делафонтејн. На улазним вратима је указао на незавршени ред гредица − једини несиметрични ред у добро одржаваном и симетричном врту − и указао да су то шкољке од острига. Госпођица Лемон је пронашла рибарницу у којој је продата риба Делафонтејновима. Они су нахранили госпођицу Бароуби остригама и ставили шкољке у врт како би их сакрили од Катрине и кућне помоћнице. Госпођа Делафонетјн признала је да су она и супруг проневеривали новац њене тетке годинама и да нису хтели да новац оде Катрини.

## Књижевни значај и пријем
Морис Ричардсон из часописа Посматрач (22. септембра 1974) описао је Хејстингса као "толико глупог да је Вотсон за њега Лајбниц" и закључио да "многи датирају из ранијег раздобља пре него што се она пронашла у мистици, али сви имају додир Кристијеве".
Роберт Бернард: "Каснија збирка раних прича (углавном из двадесетих) је издата у Државама, али не и у Британији. То можда означава одбачене обрисе прича из времена стварања, али је у ствари овде мерило доста веће него у збирци Поаро истражује коју је Кристијева издала тада".

## Помињања или алузије

### Помињање других дела
- У причи Нацрти подморнице помињу се догађаји који су се десили 1923. године у причи Отети премијер и измишљени председник владе из исте приче Дејвид Мекадам.
- У причи Двоструки грех помиње се позоришни агент Џозеф Аронс који се раније појавио у књизи Убиство на терену за голф 1923. године.
- У причи Загонетка у Маркет бејзингу, Хејстингс је случајно погрешно исцитирао песму непознатог аутора која у ствари иде:

Зец има љупко лице:
лични живот му је катастрофа.
Радије ти не бих говорио
шта све зечеви раде.
Ствари које се никад не би штампале −
него само помињале.
Тако им је изгубљена и уназађена душа
да није ни чудо што су у зечјим рупама.
Кад се таква изопаченост пронађе,
она може живети само у рупама.

### Помињање стварних повесних, земљописних и научних чињеница
- Догађаји описани у причи Бомбоњера догодили су се 1893. године када је расправа о одвајању цркве од државе у Француској била ужарена тема. У причи Бомбоњера тачан датум није поменут, али у поглављу 15 књиге Опасност у Енд Хаусу, Поаро је рекао да се догађај десио 1893. године. Догађаји о одвајању цркве били су јавна тајна у Француској. Убијени је био члан владе у Француској, али је живео у наслеђеној кући у Бриселу. У екранизацији дела, убиство Пола Дерулара десило се у предвечерје Првог светског рата 1914. године.
- У причи Двоструки грех, Мери Дарант прича да су минијатуре које превози од Козвеја. У питању је Ричард Козвеј (1742−1821), један од најуспешнијих минијатуриста из Џорџијанске ере.[3]

### Помињање у другим делима
- У причу Двоструки траг објављеној 1923. године први од три пута појављује се лик грофице Вере Росаков. Њено следеће појављивање било је у низу прича у часопису Скица почетком 1924. године од којих је на крају настала књига Велика четворка и причи Керберово заточеништво, последњој причи у збирци Херкулови задаци (1947). Поароово дивљење према тој дами личи на дивљење Шерлока Холмса Конана Дојла према Ајрин Адлер као што је описано у причи Брука у Чешкој.
- У причи Двоструки траг се такође користи азбука, а њу је Кристијева користила и у књизи Убиство у Оријент експресу (1934).
- Радњу приче Заогнетка у Маркет бејзингу у којој је самоубиство приказано да изгледа као убиство да би се направила клопка за уцењивача је Кристијеве проширила у причи Убиство у малој улици издатој у истоименој збирци 1937. године. Прича је такође слична радњи приче Ствар на Торовом мосту коју је решио Шерлок Холмс Конана Дојла.
- Радњу приче Како расте твој врт? у којој старија госпођа шаље писмо којим зове у помоћ и убрзо умире Кристијева је проширила у роман Неми сведок 1937. године.
- Прича Бомбоњера поменута је у 15. поглављу књиге Опасност у Енд Хаусу када је Поаро рекао заповеднику Чаленџеру да је заиста имао неуспеха у прошлости.
- Радња приче Нацрти подморнице издате 1923. је иста као радња приче Један невероватан лопов издате 1937. године.
- Протагонисткиња књиге "Порађање" Маргарет Атвуд читала је књигу Поароови рани случајеви док се порађала.

## Екранизације и прилагођавања

### Прво телевизијско емитовање
Прича Осињак била је прва прича Агате Кристи прилагођена за телевизију и емитована уживо 18. јуна 1937. године. Агата Кристи ју је прилагодила, а емитовање је било ограничени на малу област унутар и око Лондона.

### Британска серије
Све приче из ове збирке екранизоване су као епизоде ИТВ-ове серије Поаро у којој је Дејвид Сачет тумачио насловну улогу. Хју Фрејзер тумачио је Хејстингса, Филип Џексон Џапа, а Паулин Моран госпођицу Лемон. Петнаест прича је непосредно екранизовано, једна упакована у другу епизоду, а остале две из дорађених прича саме ауторке.
- Пустоловина клепамске куварице екранизована је као 1. епизода 1. сезоне 8. јануара 1989. године. Екранизација је верно урађена према причи, а једина разлика била је додавање главног инспектора Џапа и госпођице Лемон.
- Пустоловина Џонија Вејверлија екранизована је као 3. епизода 1. сезоне 22. јануара 1989. године. Екранизација има неколик промена.
  - Госпођица Лемон је додата у екранизацију иако се не појављује у изворној причи.
  - Уместо инспектора Мекнила који се појављује у краткој причи убачен је главни инспектор Џап.
  - Поароа је у помоћ позвао господин Вејверли, а не његова супруга.
  - Када је Поаро решио случај, господин Вејверли му је рекао да је Џони са Тредвеловом сестричином Џеси Видерс, а не са његовом старом дадиљом после чега је одвео Поароа и Хејстингса у Џесину кућу.
- Стан на трећем спрату је екранизован као 5. епизода 1. сезоне 5. фебруара 1989. године. Екранизација је верно урађена по причи, али постоји неколико разлика.
  - Капетан Хејстингс и госпођица Лемон додати су у екранизацији.
  - Уместо инспектора Рајса убачен је главни инспектор Џап.
  - Донован Бејли је покушао да побегне током Поароовог објашњавања и слупао Хејстингсу кола приликом покушаја кад је он искочио пред кола да га заустави.
- Проблем на мору екранизован је као 7. епизода 1. сезоне 19. фебруара 1989. године. Екранизација је верна изворној причи, а једина разлика је додавање капетана Хејстингса.
- Краљ треф је екранизован је као 9. епизода 1. сезоне 5. марта 1989. године. Иако је верна изворној причи, екранизација има неколико измена.
  - Главни инспектор Џап је додат.
  - Поаро и Хејстингс су били на снимању филма јер их је позвао Хејстингсов пријатељ Бани Сондерс и тамо их је краљевић Пол замолио за помоћ, док је у изворној причи он то урадио у Поароовом стану.
  - Валери Синклер је у екранизацији глумица, док је у изворној причи плесачица.
- Дама под велом је екранизована као 3. епизода 2. сезоне 14. јануара 1990. године. Иако је верна изворној причи, екранизација броји извесне промене.
  - Госпођица Лемон додата је у екранизацији.
  - Поаро је ухапшен у покушају пљачке, а Хејстингс је успео да побегне и обавести Џапа о догађају па је он после пустио Поароа.
  - Герти је имала саучесника који се представљао као Лавингтон.
  - Лавингтон се стварно презивао Лавингтон, а не Рид као у причи.
- Изгубљени рудник је екранизован као 4. епизода 2. сезоне 21. јануара 1990. године. Екранизација је мало измењена у односу на кратку причу.
  - Госпођица Лемон је додата у екранизацији.
  - Уместо инспектора Мекнила појављује се главни инспектор Џап.
  - Чарлс Лестер има супругу која је посетила Поароа иако у краткој причи чињеница о његовом брачном стању није поменута.
  - Пирсонов план је мало промењен у односу на изворну причу. У екранизацији он никада није видео Ву Линга док га је у изворној причи видео, али се правио да није.
  - Поаро је позвао Пирсона у коцкарницу иза које је скривена пушионица опијума док је у изворној причи Пирсон позвао њега.
  - У екранизацији постоји додатна радња у којој Џап растура кинески ланац трговине опијумом.
- Корнволска загонетка је екранизована као 5. епизода 2. сезоне 28. јануара 1990. године. Екранизација је верна изворној причи, али има неколико измена.
  - Главни инспектор Џап и госпођица Лемон су додати у екранизацији.
  - Госпођа Пенгели је желела да јој Поаро помогне, али се плашила да оде у његов стан.
  - Двојицу непознатих људи на улици је у екранизацији као полицајце представио Хејстингс како би уплашио Раднора док је у причи то урадио Поаро.
- Двоструки грех је екранизован као 7. епизода 2. сезоне 11. фебруара 1990. године. Екранизација је верна изворној причи, али има неколико измена.
  - Главни инспектор Џап и госпођица Лемон су додати у екранизацију.
  - Џозеф Аронс се не појављује.
  - Поаро и Хејстингс су отишли у Виндермер на одмор после Поароове одлуке да оде у пензију (мада је то био изговор да оде и послуша Џапово предавање о кривичним делима).
  - Нортон Кејн је славни писац.
- Како расте твој врт? екранизован је као 2. епизода 3. сезоне 6. јануара 1991. године. Екранизација броји неколико измена.
  - Капетан Хејстингс је додат у екранизацију.
  - Уместо инспектора Симса појављује се главни инспектор Џап.
  - Поаро је упознао госпођицу Бароуби на представљању нове руже док је у изворној причи добио писмо од ње пошто је умрла и онда отишао у њену кућу да истражи.
- Плимут експрес екранизован је као 4. епизода 3. сезоне 20. јануара 1991. године. Екранизација је верна изворној причи. Једине измене су то што је госпођица Лемон додата у екранизацију, Грејси Кид била одсутна из воза када је убиство почињено и место надимка "Црвени Нарки" је за убицу коришћено презиме Мекензи.
- Осињак је екранизован као 5. епизода 3. сезоне 27. јануара 1991. године. Екранизација је верна изворној причи, а једина измена је то што су капетан Хејстингс, главни инспектор Џап и госпођица Лемон додати у екранизацију. Основна радња приче остала је недирнута иако је у изворној причи било доста Поароовог приповедања међу којима се и сећао неких ранијих догађаја. То је било немогуће екранизовати па су у екранизацији догађаји приказивани један за другим са доста додатим деловима и призорима радњи.
- Двоструки траг је екранизован као 7. епизода 3. сезоне 10. фебруара 1991. године. Екранизација се мало разликује од приче.
  - Главни инспектор Џап и госпођица Лемон су додати екранизацији.
  - Грофица Росаков није ишла у Поароов стан јер је он сво време проводио са њом док су Хејстингс и госпођица Лемон сами истраживали случај.
  - Поаро је унајмио приватног детектива да изиграва скитницу код Хардманове куће како би навео Хејстингса и госпођицу Лемон на погрешан траг.
  - Током Поароовог објашњења, Џап је пронашао нестали накит.
  - Поаро је на крају отпратио грофицу на воз и махао јој док је одлазила.
- Афера на Победничком балу екранизована је као 10. епизода 3. сезоне 3. марта 1991. године. Екранизација је верна изворној причи, али има неколико измена.
  - Госпођица Лемон додата је у екранизацију.
  - Поаро је био на Победничком балу са Хејстингсом и Џапом док је у изворној причи за убиство чуо од Џапа јер није био на балу.
- Бомбоњера је екранизована као 6. еппизода 5. сезоне 21. фебруара 1993. године, а неки делови су снимљени у Бриселу. Екранизација има доста измена у односу на изворну причу.
  - Уместо Капетана Хејстингса појављује се главни инспектор Џап који је са Поароом ишао у Белгију да прими престижну награду Златна гранчица.
  - Случај је представљен у виду сећања, а Поаро је признао грешку на циркуски начин.
  - Екранизацији је додат Поароов пријатељ Шанталије који се не појављује у изворној причи.
  - Виржини Меснар се удала за Шанталијеа и родила му два сина.
  - Година убиства је померена из 1893. у 1914.
- Нацрти подморнице и Загонетка у Маркет бејзингу нису екранизоване.
- Наслеђе Лемежерерових није екранизовано, али су мотиви приче убачени у епизоди Херкулови задаци екранизованој 6. новембра 2013. у Великој Британији.[4][5]